# Cercospora krugiana
Cercospora krugiana är en svampart som beskrevs av A.S. Mull. & Chupp 1936. Cercospora krugiana ingår i släktet Cercospora och familjen Mycosphaerellaceae.   Inga underarter finns listade i Catalogue of Life.